# Schrankia taenialis
Schrankia taenialis — вид лускокрилих комах з родини еребід (Erebidae).

## Поширення
Вид поширений в Центральній та Південній Європі, на Сардинії і Сицилії, в Туреччині та Азербайджані.

## Опис
Розмах крил 18–24 мм. Переднє крило бурувате; тонка чорна риска під костою в основі; внутрішня лінія зубчаста, чорнувата; зовнішня частина чорна, ззовні з білуватими краями, нечітка до кости, пряма і помітна в нижній половині; клітинна пляма темна, нечітка, ззаду блідіша; субтермінальна лінія бліда, нечітка; заднє крило світло-сіре. Розмах крил 18-24 мм.

## Спосіб життя
Імаго літають влітку. Є два покоління на рік. Личинки живляться перестрічем, вересом і чебрецем.